# Potępa
Potępa est une localité polonaise de la gmina de Krupski Młyn, située dans le powiat de Tarnowskie Góry en voïvodie de Silésie.

## Meurtre de Potempa
Le meurtre de Potempa en 1932 fut une cause célèbre pendant la République de Weimar en Allemagne et la montée d’Adolf Hitler et de son parti nazi. Commis par des membres du parti nazi, le meurtre brutal a jeté une ombre sur l’avancée politique d’Hitler et des nazis à l’époque.
Dans la nuit du 9 août 1932, des groupes de S.A. nazis en uniforme font irruption dans l’appartement de Konrad Pietzuch dans le village de Potempa, en Haute-Silésie et le battent à mort en présence de son frère et sa mère. Les meurtriers n’ont rien fait pour se déguiser pendant l’attaque et ils ont été rapidement arrêtés. Après un procès très médiatisé à Beuthen (aujourd’hui Bytom, en Pologne), ils ont été reconnus coupables de meurtre et cinq d'entre eux condamnés à mort le 22 août. Hitler, ainsi que d’autres hauts responsables nazis, était furieux non seulement contre les verdicts, mais aussi contre les peines. Alors que les cinq assassins étaient en prison, il leur envoya un télégramme de soutien. Ernst Röhm leur rendit visite en prison.
Quelques jours plus tôt, le gouvernement du chancelier Franz von Papen, qui s’efforçait de maintenir l’ordre dans un contexte de violence politique croissante, avait adopté un décret d’urgence autorisant la peine de mort pour des meurtres à motivation politique.  En septembre 1932, le gouvernement commua les peines en prison à vie au motif que le nouveau décret était inconnu des accusés au moment du meurtre.
Les « cinq de Potempa » sont devenus un point de discorde important dans les débats entre Hitler, von Papen et le président Paul von Hindenburg sur l’étendue de la participation nazie au gouvernement allemand. 
Le 30 janvier 1933, le chaos politique persistant conduisit Hitler à être nommé chancelier. Le 21 mars 1934, le gouvernement nazi introduisit une loi qui accordait l’amnistie à toute personne emprisonnée qui avait commis un crime « pour le bien du Reich pendant la République de Weimar ». Les cinq meurtriers ont été libérés de prison le même mois.